# Episodi di Modern Family (quarta stagione)
La quarta stagione della serie televisiva Modern Family è stata trasmessa sul canale statunitense ABC dal 26 settembre 2012 al 22 maggio 2013, ottenendo un'audience media di 12.306.000 telespettatori per episodio.
In Italia è stata trasmessa dal 5 marzo al 30 luglio 2013 su Fox, canale pay della piattaforma satellitare Sky Italia, e dal 4 al 19 marzo 2014 su MTV in chiaro.

Immagine del cast dalla sigla della quarta stagione

| nº | Titolo originale      | Titolo italiano          | Prima TV USA      | Prima TV Italia |
| -- | --------------------- | ------------------------ | ----------------- | --------------- |
| 1  | Bringing Up Baby      | Una grande notizia       | 26 settembre 2012 | 5 marzo 2013    |
| 2  | Schooled              | Dall'asilo al college    | 10 ottobre 2012   | 12 marzo 2013   |
| 3  | Snip                  | L'intervento             | 10 ottobre 2012   | 19 marzo 2013   |
| 4  | The Butler's Escape   | Notti insonni            | 17 ottobre 2012   | 26 marzo 2013   |
| 5  | Open House of Horrors | La casa degli orrori     | 24 ottobre 2012   | 2 aprile 2013   |
| 6  | Yard Sale             | Vendita di beneficenza   | 31 ottobre 2012   | 9 aprile 2013   |
| 7  | Arrested              | L'arresto                | 7 novembre 2012   | 16 aprile 2013  |
| 8  | Mistery Date          | Appuntamento pericoloso  | 14 novembre 2012  | 23 aprile 2013  |
| 9  | When a Tree Falls     | Festa al parco           | 28 novembre 2012  | 30 aprile 2013  |
| 10 | Diamond in the Rough  | Diamante grezzo          | 12 dicembre 2012  | 7 maggio 2013   |
| 11 | New Year's Eve        | Capodanno a Palm Springs | 9 gennaio 2013    | 14 maggio 2013  |
| 12 | Party Crasher         | Gelosia                  | 16 gennaio 2013   | 21 maggio 2013  |
| 13 | Fulgencio             | Il battesimo             | 23 gennaio 2013   | 28 maggio 2013  |
| 14 | A Slight at the Opera | Il fantasma dell'Opera   | 6 febbraio 2013   | 4 giugno 2013   |
| 15 | Heart Broken          | San Valentino            | 13 febbraio 2013  | 11 giugno 2013  |
| 16 | Bad Hair Day          | La rimpatriata           | 20 febbraio 2013  | 18 giugno 2013  |
| 17 | Best Men              | Innamoramenti            | 27 febbraio 2013  | 25 giugno 2013  |
| 18 | The Wow Factor        | Educazione domestica     | 27 marzo 2013     | 2 luglio 2013   |
| 19 | The Future Dunphys    | I futuri Dunphy          | 3 aprile 2013     | 9 luglio 2013   |
| 20 | Flip Flop             | La nuova fidanzata       | 10 aprile 2013    | 16 luglio 2013  |
| 21 | Career Day            | Una nuova carriera       | 1º maggio 2013    | 16 luglio 2013  |
| 22 | My Hero               | Serata di beneficenza    | 8 maggio 2013     | 23 luglio 2013  |
| 23 | Games People Play     | Spirito competitivo      | 15 maggio 2013    | 23 luglio 2013  |
| 24 | Goodnight Gracie      | Buonanotte Gracie        | 22 maggio 2013    | 30 luglio 2013  |

## Una grande notizia
- Titolo originale: Bringing Up Baby
- Diretto da: Steven Levitan
- Scritto da: Paul Corrigan e Brad Walsh

### Trama
La mattina seguente la scoperta di Gloria di essere incinta e la mancata adozione da parte di Mitchell e Cameron, è il giorno del 65º compleanno di Jay. Phil organizza una sorta di gita fuori porta a sorpresa, portandolo a pesca insieme ai suoi amici Shorty e Miles, ma non tutto va per il verso giusto. Un'altra sorpresa, questa volta decisamente più gradita e inaspettata, aspetta Jay al suo ritorno a casa: Gloria infatti, non aveva ancora trovato l'occasione per rivelargli di essere incinta, temendo che il marito non avrebbe preso bene la notizia. In realtà Jay ne sarà entusiasta, in quanto vede l'opportunità di una nuova sfida, un'occasione per cominciare una nuova fase con la moglie in quello che altrimenti sarebbe stato un capitolo piatto della sua vita. Mitchell e Cameron, per distrarsi dai tristi momenti del giorno prima, considerano l'idea di acquistare un gatto, chiesto da Lily, e di fare un viaggio in Europa, mentre Claire, contenta dopo aver saputo che il fisico di Gloria sarebbe stato messo alla prova dalla nuova gravidanza, si vede chiedere ospitalità da Dylan.
Qualche mese più tardi, Mitchell e Cam sono di ritorno da Londra con Lily e il loro nuovo gatto Larry, mentre Gloria si ritrova con la pancia più grande. Claire decide di cacciare Dylan fuori di casa, che nel frattempo aveva accettato di ospitare, e chiede al marito di radersi la barba che aveva provato a crescersi su consiglio di Shorty, l'amico di Jay.
- Guest star: Chazz Palminteri (Shorty), Reid Ewing (Dylan), Ernie Hudson (Miles).

## Dall'asilo al college
- Titolo originale: Schooled
- Diretto da: Jeff Melman
- Scritto da: Steven Levitan e Dan O'Shannon

### Trama

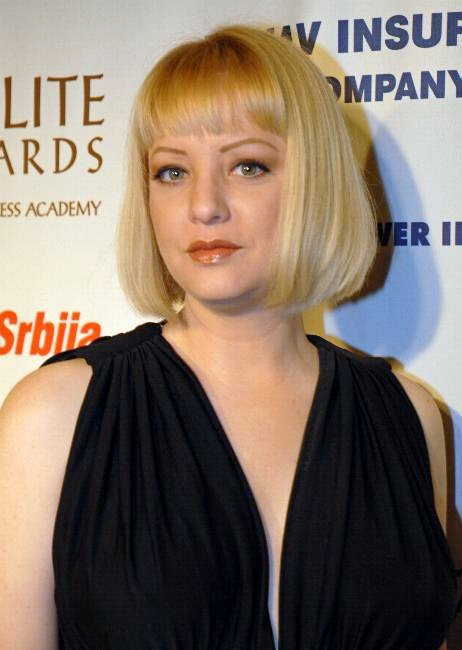
Wendi McLendon-Covey interpreta Pam

Per Haley è il momento di partire per il college, quindi entrambi i genitori cercano di prepararla al meglio. Phil, per l'occasione, le dona una raccolta di aforismi scritti da lui stesso, Phil's-osophy, mentre Claire cerca di non farle mancare beni dall'utilità più pratica, compresa una confenzione di profilattici. Per Lily è invece il primo giorno di scuola dell'infanzia. Cam, vedendo che un bambino le tira i capelli, lo allontana da lei con la forza, facendosi richiamare dal preside per poi vedersi costretto a partecipare ad un incontro familiare con i genitori del bambino, una coppia di lesbiche. Cam e il compagno credono sia impossibile per una coppia di gay e una di lesbiche andare d'accordo, ma alla fine troveranno con loro un punto in comune: l'affetto e la cura verso il proprio figlio. Jay e Gloria non sembrano molto preoccupati dall'arrivo del loro nuovo figlio, Manny quindi li costringe a frequentare un corso dedicato ai nuovi genitori.
- Guest star: Wendi McLendon-Covey (Pam), Michaela Watkins (Susan), Tom McGowan (preside Roth).

## L'intervento
- Titolo originale: Snip
- Diretto da: Gail Mancuso
- Scritto da: Danny Zuker

### Trama
Phil decide di sottoporsi ad una vasectomia, dopo aver convenuto con la moglie che entro cinque anni anche gli altri due figli avrebbero raggiunto l'età per andare al college e per loro si prospetta quindi un periodo di più libertà e divertimento, che non vogliono vedersi rovinato avendo un altro figlio come accaduto a Jay e Gloria. Quando Phil si presenta alla clinica specializzata, però, viene colto da paura, mentre anche la moglie realizzerà di non essere pronta a rinunciare definitivamente a diventare di nuovo madre. Cam, ora che Lily ha iniziato a frequentare la scuola, ha molto tempo libero che non sa come impiegare, quindi Mitchell prova a fargli intraprendere un nuovo lavoro. Alla fine Cam diventerà il nuovo insegnante di musica presso la scuola di Manny e Luke. Gloria cerca di rinviare il più possibile il momento di iniziare ad indossare vestiti più adatti ad una donna incinta, mentre Jay è contrariato dalla decisione della moglie di non voler sapere il sesso del bambino prima della nascita, sperando che possa essere un maschio in quanto teme di non essere del tutto capace di allevare una femmina.
- Guest star: Kevin Daniels (Longinus), Edward Tournier (Jeoux).

## Notti insonni
- Titolo originale: The Butler's Escape
- Diretto da: Beth McCarthy-Miller
- Scritto da: Bill Wrubel

### Trama
Phil è molto entusiasta di condividere con il figlio la propria passione verso la magia e l'illusionismo, tuttavia rimarrà deluso quando Luke dirà ai genitori di voler smettere a esercitarsi. Phil è convinto che il figlio abbia un talento naturale e non riesce a capire come mai abbia perso interesse verso l'illusionismo, finché non si rende conto che a causa di ciò viene preso in giro dai propri compagni di scuola. Intanto, Alex sente la mancanza della sorella e ciò le provoca un atteggiamento molto più aggressivo del solito, al quale la madre proverà a porre rimedio. Gloria, con l'avanzare della gravidanza, ha iniziato a russare rumorosamente di notte, finendo con il tenere svegli sia il marito che il figlio. Jay, che non vuole ferire i suoi sentimenti, evita di affrontare la questione con lei, finendo per fingere di dover andare ad un viaggio di lavoro pur di passare una notte fuori casa e riposare. Cam vive il suo primo giorno da insegnante alla scuola di Luke e Manny, in cui troverà molte più difficoltà del previsto nell'inserirsi, così come anche Mitchell avrà difficoltà nell'affrontare alcune faccende domestiche che era solito lasciare al compagno.

## La casa degli orrori
- Titolo originale: Open House of Horrors
- Diretto da: Jim Bagdonas
- Scritto da: Elaine Ko

### Trama
Dopo che in occasione dell'Halloween dell'anno precedente Claire e Phil avevano organizzato uno scherzo fin troppo pauroso, facendo anche venire un infarto a uno dei genitori dei bambini andati alla loro casa in cerca di dolci, per la festa di quest'anno vengono obbligati dal vicinato ad evitare travestimenti o ambientazioni paurose. Tuttavia, ancora impressionati dall'anno precedente, i bambini evitano comunque di recarsi presso la loro casa. Claire quindi, rimasta a casa sola con Alex, in quanto Phil aveva deciso di aprire le porte di una casa in vendita a potenziali acquirenti, deciderà di raggiungere il marito con i figli e organizzargli uno scherzo. Nel frattempo Mitchell e Cam ospitano una festa a tema, in cui si ritroveranno costretti a rispondere alle domande della figlia riguardo alla sua madre naturale, mentre Gloria si rende conto che la gravidanza la fa essere più aggressiva del solito.
- Guest star: Colin Hanlon (Steven), Rodney To (Sam).

## Vendita di beneficenza
- Titolo originale: Yard Sale
- Diretto da: Gail Mancuso
- Scritto da: Abraham Higginbotham

### Trama
Jay e Gloria ospitano un mercatino nel loro viale per contribuire ad una raccolta fondi promossa dalla scuola di Manny e Luke al quale dà il proprio contribuito anche il resto della famiglia. Cameron porta alcuni suoi pantaloni nuovi che non gli vanno più bene in quanto è dimagrito, ma Mitchell teme che il compagno possa di nuovo riprendere peso come già avvenuto in passato. Phil si ritrova ad ammirare la motocicletta di Jay, finendo per andarci a fare un giro per provare la sua virilità. In realtà ha paura delle moto e finisce per cadere e rimanere bloccato sotto di essa; nell'occasione inizierà a fare un video con il telefonino con modalità che ricordano il film 127 ore. Manny e Luke si imbattono invece in una scatola in cui Gloria cerca di nascondere un oggetto del suo passato, un burattino con il quale si era esibita ad un concorso di bellezza, mentre Alex porta il suo nuovo "fidanzato", Michael, che tutti credono omosessuale.
- Guest star: Joe Metcalf (Michael).

## L'arresto
- Titolo originale: Arrested
- Diretto da: Gail Mancuso
- Scritto da: Becky Mann

### Trama
Nel cuore della notte Phil e Claire vengono svegliati da una telefonata: Haley è stata arrestata dopo essersi presentata ad una festa in cui si faceva uso di alcol nonostante non avesse ancora l'età legale per bere. I due partono subito per andare a liberare la figlia; lasciano quindi Alex e Luke nelle mani di Cam, mentre portano con loro Mitchell in caso avessero bisogno dell'aiuto di un avvocato. Arrivati presso la stazione di polizia nella quale è detenuta scoprono che è accusata anche di resistenza all'arresto ed aggressione ad un agente. Haley, liberata dopo il pagamento di una cauzione, spiegherà che queste ultime accuse sono frutto di un incidente, essendo caduta su un poliziotto nel tentativo di scappare insieme a tutti gli altri presenti alla festa. Tuttavia, ciò non servirà a migliorare la sua posizione davanti alla commissione scolastica che dovrà decidere una sua eventuale espulsione. La ragazza, dopo essersi presa i rimproveri dai genitori, si prende le sue responsabilità davanti alla commissione, ma verrà comunque espulsa, con la presenza di Mitchell che si rivelerà del tutto inutile.
Intanto, Cam vuole sorprendere Luke e Alex con le sue abilità culinarie, ma finisce per mandare il primo all'ospedale dopo avergli fatto mangiare della soia, alla quale è allergico. Nonostante abbia voglia di dimostrare a Claire, dalla quale non si sente sufficientemente apprezzato come genitore, di avere anche lui ottime qualità nel gestire i bambini, all'ospedale anche Alex rimarrà ferita. Jay riceve invece l'inaspettata visita dell'ex moglie Dede, che vuole recuperare un album fotografico. La donna scoprirà della gravidanza di Gloria, ma con sorpresa di Jay la cosa non la turba e finisce con il diventare la scusante di un riappacificamento tra le due.
- Guest star: Shelley Long (Dede Pritchett), James McCauley (preside Miller), Joe Adler (Aidan Schwartz).

## Appuntamento pericoloso
- Titolo originale: Mistery Date
- Diretto da: Beth McCarthy-Miller
- Scritto da: Jeffrey Richman

### Trama

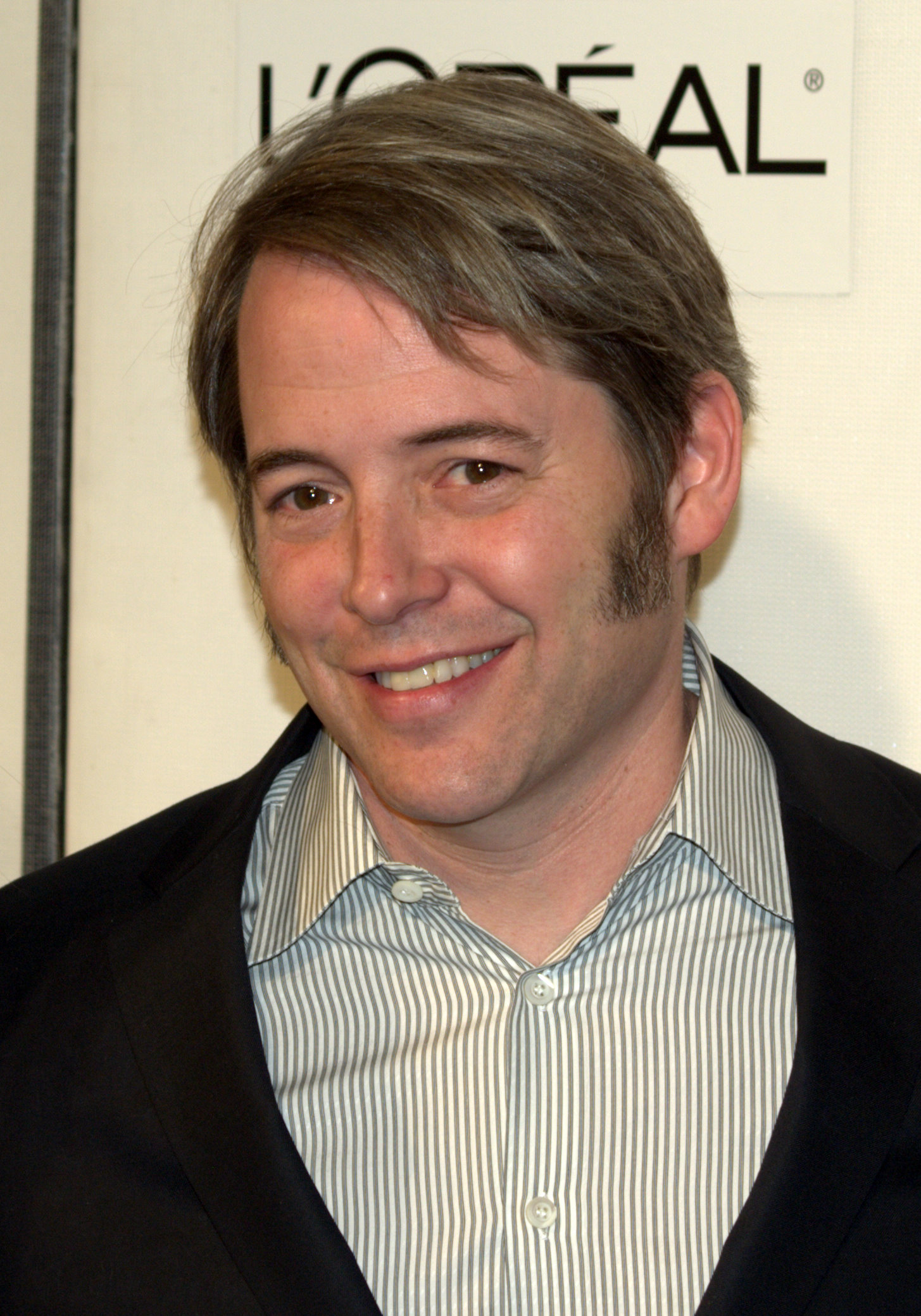
Matthew Broderick interpreta Dave

Mentre Claire accompagna Alex ad una competizione studentesca fuori città con Luke e Manny, Phil si concede due giorni tutti per sé. Dando sfogo alla sua passione per la tecnologia, riesce a collegare gli elettrodomestici di casa e le illuminazioni al suo iPad, per poi trascorrere del tempo ad una palestra grazie ad un buono donatogli da Cam, con cui ha in programma di cenare insieme a Mitchell. Alla palestra incontra un ex membro della sua squadra sportiva del college, Dave, che decide di invitare alla cena in programma con i cognati. Tuttavia, non si rende conto dell'equivoco che nasce: Dave, amico di Cam, è omosessuale e accetta l'invito pensando sia una cena romantica, alla quale poi Cam e Mitchell non si presenteranno. Questi ultimi, nel frattempo, sono impegnati nel donare il loro regalo a Jay e Gloria in vista dell'arrivo del loro nuovo figlio: a loro insaputa, fanno dipingere in quella che sarà la camera del bambino un dipinto che ricalca lo stile di quello fatto dipingere nella camera di Lily.
Alla competizione studentesca, intanto, Claire si rende conto di trattare la propria figlia come un trofeo, vivendo attraverso lei i suoi successi mancati, oltre che approfittandone spesso per vantarsi con le altre madri. Manny, dopo aver incontrato una ragazza che gli sorride, convince Luke ad aiutarlo ad infiltrarsi in tre diversi bar mitzvah pur di rivederla.
- Guest star: Matthew Broderick (Dave).

## Festa al parco
- Titolo originale: When a Tree Falls
- Diretto da: Steven Levitan
- Scritto da: Ben Karlin

### Trama
Mentre Jay accompagna Manny ad una festa di compleanno, Gloria viene forzata dal marito ad andare a fare compere con Claire, in modo da non farla rimanere sola in un periodo in cui, a causa della gravidanza, accusa evidenti problemi di concentrazione. Alla fine però sarà Claire ad uscire da un supermercato con un prodotto senza averlo pagato, e grazie ad un'idea di Gloria riescono ad evitare problemi legali. Nel frattempo, Jay alla festa si unisce a Phil e agli altri padri dei bambini. A corto di argomentazioni in compagnia di uomini più giovani di lui, per evitare del disagio sfrutta molte disavventure capitate a Phil, raccontandole a tutti e mettendolo in ridicolo. Phil però troverà il modo di vendicarsi. Cam, mentre è impegnato in una produzione teatrale, convince Mitchell ad aiutarlo in una protesta per evitare l'abbattimento di un albero presso il parco pubblico in cui passano molto tempo con Lily, albero a cui sono molto affezionati.
Intanto, Haley, a causa dell'arresto che ha causato la sua espulsione dal college, è costretta a svolgere del servizio sociale che la vede impegnata nel ripulire alcuni prati lungo le strade. Alex, per vendicarsi di una foto fattale da Haley che la ritrae in una situazione imbarazzante, prova a sfruttare l'occasione per ripagarla allo stesso modo. Tuttavia alla fine sarà lei a ritrovarsi nuovamente in una foto che la ritrae in un momento disagevole, che sarà pubblicata dalla sorella su Facebook.
- Guest star: Paul Scheer (dirigente supermercato), Drew Powell (Terry), Larry Herron (compagno di Terry), Alex Fernandez (operaio del parco).

## Diamante grezzo
- Titolo originale: Diamond in the Rough
- Diretto da: Gail Mancuso
- Scritto da: Dan O'Shannon, Becky Mann e Audra Sielaff

### Trama
Inaspettatamente la squadra di baseball di Manny e Luke riesce a raggiungere i playoff, tuttavia non sono più disponibili campi da gioco per disputare la gara di casa. Claire, per rimediare, coinvolge quindi Cameron in un progetto per costruire un nuovo campo da gioco presso un pezzo di terreno abbandonato. I due riescono nell'impresa e, colti dall'entusiasmo, hanno l'idea di comprare insieme una casa da ristrutturare allo scopo di rivenderla. I rispettivi compagni ritengono sia però un'operazione rischiosa, ma entrambi non vogliono fare i guastafeste; di conseguenza prima Phil e poi Mitchell cercano di far credere di essere favorevoli al contrario dell'altro. Quando però si rendono conto delle capacità di Claire e Cam, e vengono a sapere che un collega di Phil noto per le sue abilità in campo immobiliare è interessato ad acquistare l'abitazione, cambiano opinione approvando l'operazione. Nel frattempo, Gloria canta al bambino che porta in grembo, suscitando molto fastidio in Jay, che arriverà a confessare alla moglie di odiare le sue qualità canore. Gloria tuttavia non ridimensiona la sua autostima, decidendo di cantare l'inno nazionale alla partita di Manny e Luke, che avrà un risvolto positivo.
- Guest star: Irene Roseen (signora Brooks).

## Capodanno a Palm Springs
- Titolo originale: New Year's Eve
- Diretto da: Fred Goss
- Scritto da: Abraham Higginbotham e Jeffrey Richman

### Trama

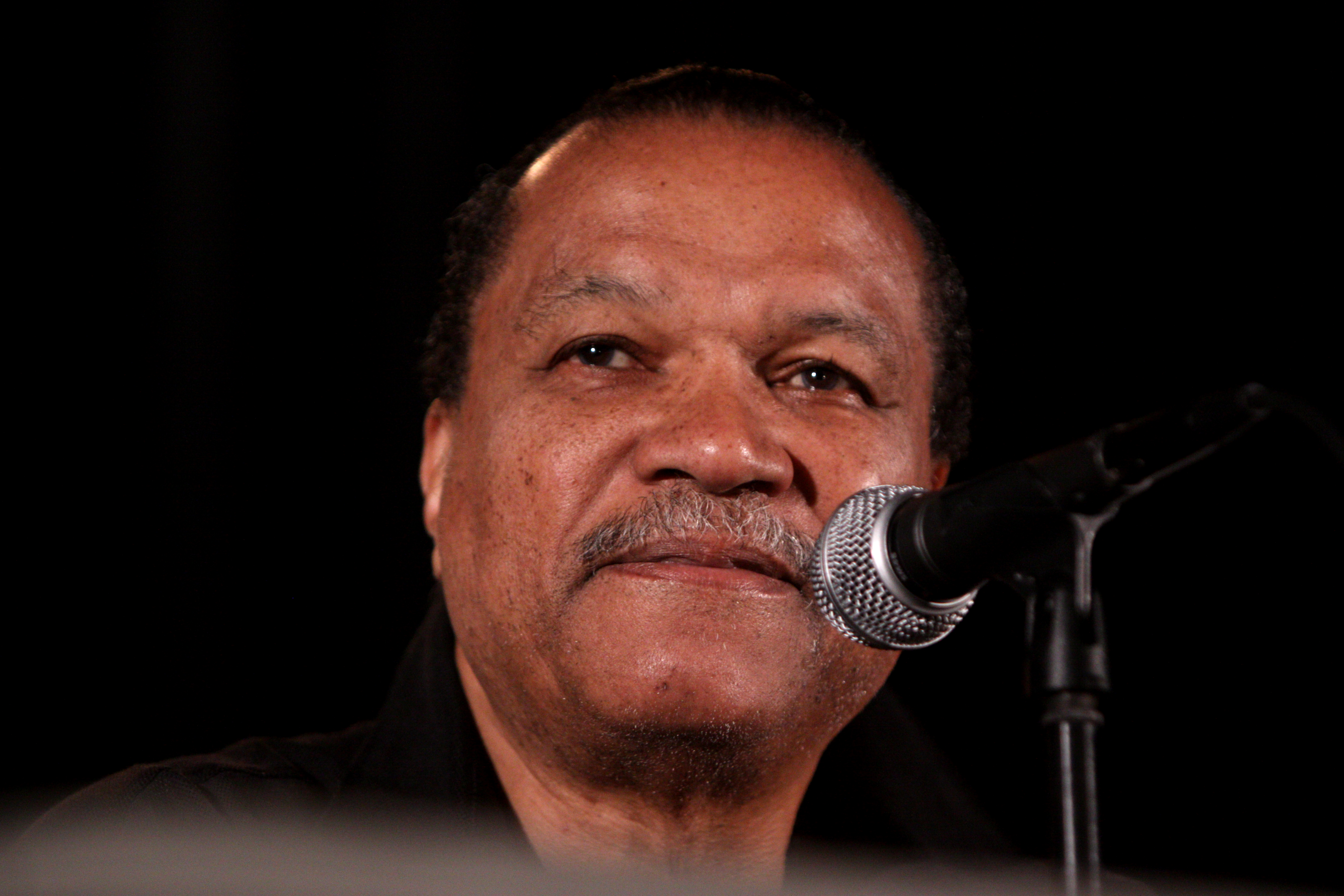
Billy Dee Williams appare nei panni di se stesso

È la notte di San Silvestro e Jay decide di portare gli adulti della famiglia a festeggiare in un hotel ristorante di Palm Springs di cui conserva buoni ricordi. Arrivati a destinazione, tuttavia, rimangono delusi in quanto il locale è ben diverso da quello dei ricordi di Jay, vecchio e poco curato. Durante la cena, inoltre, Gloria è colta da stanchezza, e decide di ritirarsi presto. In tale occasione ne approfittano quindi anche Phil e Claire e Mitchell e Cameron per abbandonare il patriarca e cercare di vivere una serata più divertente. Claire, preoccupata dallo scendere della frequenza dei suoi rapporti sessuali con il marito, fa l'amore con Phil all'aperto, finendo per ritrovarsi ad un ritrovo di nudisti. Mitchell e Cam vanno invece alla ricerca di locali per sentirsi giovani, ma si troveranno a loro agio solo in uno frequentato da anziani. Jay, intanto, rimasto solo, è invitato ad una partita di poker alla quale incontra Billy Dee Williams. Dopo essere stato raggiunto dalla moglie, festeggerà quindi con lui la mezzanotte per poi ricongiungersi con il resto della famiglia.
Nel frattempo, Alex e Haley cercano di fare da babysitter a Luke, Manny e Lily. Per entrambe è l'occasione di apprezzare diverse delle occasioni in cui la madre era stata severa nei loro confronti, che senza volerlo finiranno per imitare.
- Guest star: Lainie Kazan (Eleanor), Billy Dee Williams (se stesso).

## Gelosia
- Titolo originale: Party Crasher
- Diretto da: Fred Savage
- Scritto da: Danny Zuker e Christopher Lloyd

### Trama
In occasione del suo compleanno, Gloria cerca di organizzare in casa una festa a sorpresa a Manny, anche per compensare le mancate attenzioni rivoltegli durante la gravidanza. Tuttavia, nonostante riesca con Jay a riunire tutta la famiglia e organizzare in tempo tutto il necessario, le cose non andranno come previsto. Tornato a casa prima del previsto, sperando di essere solo, Manny aveva infatti invitato una ragazza, con cui vive il suo primo bacio davanti ai parenti nascosti ad attenderlo. Dopo tale momento di imbarazzo, inoltre, a Gloria si rompono le acque; poco dopo in ospedale darà alla luce il bambino, destinato quindi a condividere lo stesso giorno di compleanno con Manny.
Intanto, Cam si sente meno legato a Lily rispetto al compagno, quindi cerca di rimediare a modo suo, mentre Haley inizia a frequentare un uomo molto più grande di lei e suo collaboratore in boutique della vendita di jeans, Kenny, per dare fastidio al padre che dal suo punto di vista si sente deluso e arrabbiato con lei.
- Guest star: Jason Mantzoukas (Kenny).

## Il battesimo
- Titolo originale: Fulgencio
- Diretto da: Lev L. Spiro
- Scritto da: Bill Wrubel

### Trama
In occasione del battesimo del nuovo figlio di Jay e Gloria, la famiglia di origine di quest'ultima, ovvero la madre Pilar e la sorella Sonia, la raggiunge negli Stati Uniti in vista della cerimonia. Jay non ha un buon rapporto con la suocera Pilar, nonostante provi a piacerle quest'ultima non gli va incontro, realizzando così di ritrovarsi nella stessa situazione di Phil. Alla cerimonia, Sonia scopre che il giorno in cui la sorella e Jay si sono conosciuti in un locale, momento in cui anche lei era presente, quest'ultimo aveva inizialmente offerto un'ordinazione a lei e non a Gloria. Tra le due non mancherà quindi un breve litigio.
Nel frattempo, mentre Claire aiutava Gloria nei preparativi della cerimonia, alla quale lei e il marito fanno da madrina e padrino, Phil tentava a modo suo di aiutare i figli nelle loro disavventure quotidiane. Dopo aver tentato di risolverli con gentilezza, finendo per aggravare le diverse situazioni, decide di cedere alla tentazione di comportarsi malvagiamente. Eccitato dall'idea di essere padrino, in riferimento al film Il padrino, si fa aiutare da Luke per mettere in atto una serie ripicche, cattive ma efficaci, nei confronti delle persone con cui lui stesso o i figli avevano avuto problemi.
- Guest star: Elizabeth Peña (Pilar), Stephanie Beatriz (Sonia), Reid Ewing (Dylan), Craig Zimmerman (Crispin), Josh Clark (Padre Krzyzieski), John Kapelos (Stavros).

## Il fantasma dell'Opera
- Titolo originale: A Slight at the Opera
- Diretto da: Jim Bagdonas
- Scritto da: Paul Corrigan e Brad Walsh

### Trama
È il giorno della recita scolastica eseguita dalla classe di Manny e Luke, gestita dal loro insegnante Cam e tratta da Il fantasma dell'Opera. Quando il bambino che deve interpretare il protagonista si ammala, Cam chiede a Luke di sostituirlo, dopo aver casualmente notato le sue sorprendenti doti canore. Manny prova a rubargli a sua volta la parte, ma quando si accorge anche lui che è Luke ad essere più idoneo nella parte, ritorna sui suoi passi. Nel frattempo, Jay accetta di insegnare a Phil a giocare a golf, cosa che per lui potrebbe rivelarsi utile per gli affari. Nell'occasione i due vengono raggiunti da Mitchell e il suo amico Pepper; l'incontro sembra una coincidenza, ma in realtà Mitchell ha organizzato tutto per avere la possibilità di dimostrare al padre di essere bravo in almeno uno sport, sfidandolo sul campo. Intanto, Gloria porta con sé Alex per delle commissioni, che includono anche la visita ad una sensitiva, mentre Haley e Dylan provano a fare i "genitori" accudendo Lily e Fulgencio.
- Guest star: Nathan Lane (Pepper Saltzman), Reid Ewing (Dylan), Norma Maldonado (sensitiva), Fred Willard (Frank Dunphy).

## San Valentino
- Titolo originale: Heart Broken
- Diretto da: Beth McCarthy-Miller
- Scritto da: Danny Zuker

### Trama
Phil e Claire riprendono i loro alter ego Clive e Juliana nell'intento di festeggiare San Valentino con un giorno di anticipo; per il 14 febbraio si sono infatti impegnati per accudire il nuovo figlio di Jay e Gloria, concedendo a questi ultimi un po' di intimità. Tuttavia, Claire perde i sensi e finisce all'ospedale, dove le viene diagnosticata una malattia ereditaria, la sindrome di Wolff-Parkinson-White. Claire, consapevole che non si tratta di una cosa grave, vuole tenere la cosa nascosta al resto della famiglia e continuare a festeggiare, ma Phil finirà molto presto con il far preoccupare i figli. Il giorno di San Valentino, Jay e Gloria non riescono quindi a rimanere soli in casa, e una serie di imprevisti li terrà lontani dall'agoniata camera da letto fino a sera, tra cui la preoccupazione che un appuntamento al buio di Manny possa rivelarsi uno scherzo, cosa che non si verificherà.
Nel frattempo, Cam e Mitchell danno una festa per i loro amici single presso la loro abitazione, entrambi alzano il gomito e il giorno seguente si risveglieranno con ricordi frammentati in mezzo a molta confusione: la casa è in completo disordine, il loro gatto è stato dipinto di rosa, decorazioni natalizie dei vicini sono nel loro soggiorno e, cosa più sorprendente, Dylan si è trasferito a vivere con loro. Sarà Lily a far ritornare le cose alla normalità convincendo rapidamente il ragazzo a ritornare dalla madre.
- Guest star: Reid Ewing (Dylan), Beverly Leech (Dottor Coben), Brad Morris (Harlan).

## La rimpatriata
- Titolo originale: Bad Hair Day
- Diretto da: Gail Mancuso
- Scritto da: Elaine Ko

### Trama
Claire partecipa ad una riunione con i suoi vecchi compagni di scuola, mentre Phil si prepara a partecipare con Jay ad un torneo di bowling. Quando Jay lo chiama per dirgli di essere stato rimpiazzato, decide di raggiungere la moglie al ritrovo, dove avrà occasione di incontrare l'uomo che lei frequentava prima di conoscerlo. Nel frattempo, Gloria trova un modo per evitare di svolgere molte faccende domestiche, concedendosi anche una giornata presso un centro benessere, delegandole a Mitchell, al quale affida anche il figlio Joe. Dopo aver portato il bambino a casa sua, Cam lo include in uno dei suoi servizi fotografici che prevedono il travestirsi da varie celebrità. Lily, tuttavia, finisce per incollare a Joe una parrucca sulla testa, che sarà rimossa solo con un brutto taglio di capelli. Impaurito sul come dirlo a Gloria, Mitchell fa assumere la colpa al compagno, che a sua volta la scarica su Manny in cambio di una parte da protagonista in un prossimo spettacolo scolastico. Manny, anch'egli timoroso della madre, la scarica poi su Luke, che abilmente la farà quindi raccogliere da Jay, ritornato vittorioso dal suo torneo.
- Guest star: Maxwell Caulfield (professor Cooke), David Faustino (Tater), Annie Mumolo (Esther), Maribeth Monroe (Maggie).

## Innamoramenti
- Titolo originale: Best Men
- Diretto da: Steven Levitan
- Scritto da: Bianca Douglas (soggetto), Dan O'Shannon e Abraham Higginbotham (soggetto e sceneggiatura)

### Trama

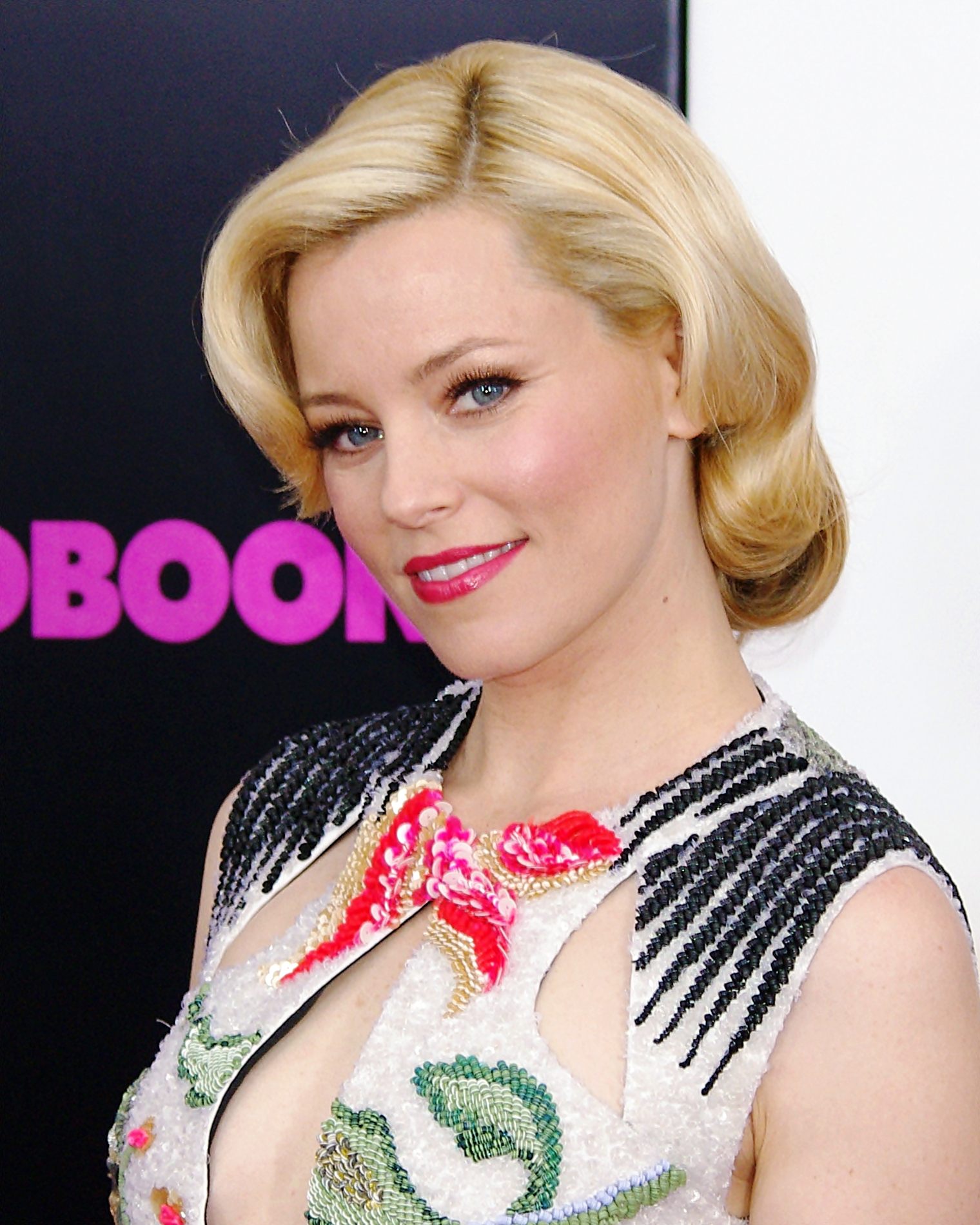
Elizabeth Banks interpreta Sal

Cam e Mitchell ricevono l'inaspettata visita dell'amica Sal, che annuncia loro di stare per sposarsi tra pochi giorni. I due accettano quindi di farle da testimone e di aiutarla a prepararsi per l'evento. Tuttavia, Sal, sembra tutt'altro che pronta a legarsi ad un altro uomo per il resto della vita, ma alla fine si sposerà comunque, sperando di poter avere anche lei un rapporto come quello dei suoi migliori amici. Nel frattempo, Phil si accorge che Luke ha problemi nel relazionarsi con una compagna di scuola, quindi lo aiuta a chiederle di uscire, riuscendo bene nell'impresa. Dopo averlo accompagnato quindi ad un ristorante, luogo dell'appuntamento, troverà anche la madre divorziata della ragazza, da cui riceverà delle avances.
Intanto, Jay e Gloria vengono convocati dall'insegnante di Manny poiché il ragazzo, durante l'ora di arte, si dedica fin troppo a rappresentazioni di nudi femminili. Inizialmente i due pensano la colpa sia di Gloria, che allatta il nuovo figlio Joe anche in pubblico e senza coprirsi, ma alla fine scopriranno che il ragazzo si è innamorato di Daliya, la tata assunta da Jay per aiutare Gloria.
- Guest star: Elizabeth Banks (Sal), Nosheen Phoenix (Daliya), Janelle Marra (Valerie), Dina Waters (insegnante), Michael Masini (Tony), Rachael Marie (Gabby).

## Educazione domestica
- Titolo originale: The Wow Factor
- Diretto da: Steven Levitan
- Scritto da: Ben Karlin

### Trama
Cam e Claire sono impegnati nella ristrutturazione della casa acquistata insieme con l'obiettivo di rivenderla ad un prezzo più alto. Entrambi usano con successo delle strategie per far prevalere le rispettive scelte sull'arredamento, ma quando Cam propone l'installazione di una costosa fontana nel giardino, allo scopo di impressionare potenziali acquirenti, i due non riescono a trovarsi d'accordo su come procedere. Cam quindi, per avere un parere terzo, porta sul cantiere l'amica lesbica Pam, appaltatrice di professione, sottovalutando però il fascino che Claire è in grado di esercitare su di lei. Nel frattempo, Phil prova a insegnare alle figlie come provvedere a risolvere alcune tipiche problematiche domestiche, ma con scarso successo, visto che lui stesso dovrà ricorrere all'assistenza del padre.
Jay, intanto, trova il modo di evitare di accompagnare Manny a teatro e Joe ad un asilo nido, irritando Gloria. Per farsi perdonare troverà poi il modo di passare del tempo con entrambi i figli. Mitchell, invece, per affrontare un compagno di scuola di Lily che si comporta da bullo, si fa allenare da Luke allo scopo di batterlo ad un incontro di battimuro. Riuscirà nell'intento, ma non senza mettersi tragicamente in imbarazzo di fronte agli altri genitori.
- Guest star: Wendi McLendon-Covey (Pam), Margaret Easley (Rachel), Fred Willard (Frank Dunphy), Aidan Gallagher (Amico di Lily).

## I futuri Dunphy
- Titolo originale: The Future Dunphys
- Diretto da: Ryan Case
- Scritto da: Elaine Ko

### Trama
Claire, accompagnata dal marito, si reca in ospedale per sottoporsi ad un'angiografia. Nell'occasione, i due incontrano Norman, un anziano signore ricoverato per un triplo bypass coronarico, il quale riceve la visita dei suoi tre figli. Vedendo questi ultimi, Phil e Claire riconoscono in loro alcuni comportamenti tipici dei loro figli, e li associano quindi ad una possibile futura versione di Luke, Alex e Haley. Anche se inizialmente sembrano tre persone di successo, presto dovranno ricredersi, decidendo quindi di cambiare repentinamente atteggiamento verso i figli che li aspettano a casa, col risultato di confonderli e farli preoccupare inutilmente.
Intanto, Jay accompagna Manny ad un colloquio per essere ammesso ad una prestigiosa scuola privata. Jay da giovane aveva odiato i ragazzi che frequentavano tali ambienti, ma in realtà realizzerà di essere stato solo geloso. Pur con il supporto del padre, tuttavia, il colloquio di Manny sarà un disastro. Mitchell e Cam, invece, vengono sconvolti quando sentono Lily definirsi gay. Tuttavia la bambina credeva di esserlo solo perché i suoi genitori lo erano, allo stesso modo di come il figlio di due italiani si definisce italiano. Chiarito l'equivoco, nell'occasione i due, incoraggiati da Gloria, si rendono conto di dover approfondire il patrimonio culturale vietnamita da cui proviene la propria figlia.
- Guest star: Justine Bateman (Angela), Richard Riehle (Norman), Anastasia Basil (Sydney), Luka Jones (Dustin), John Cygan (Preside), Brian Palermo (Allen).

## La nuova fidanzata
- Titolo originale: Flip Flop
- Diretto da: Gail Mancuso
- Scritto da: Jeffrey Richman e Bill Wrubel

### Trama

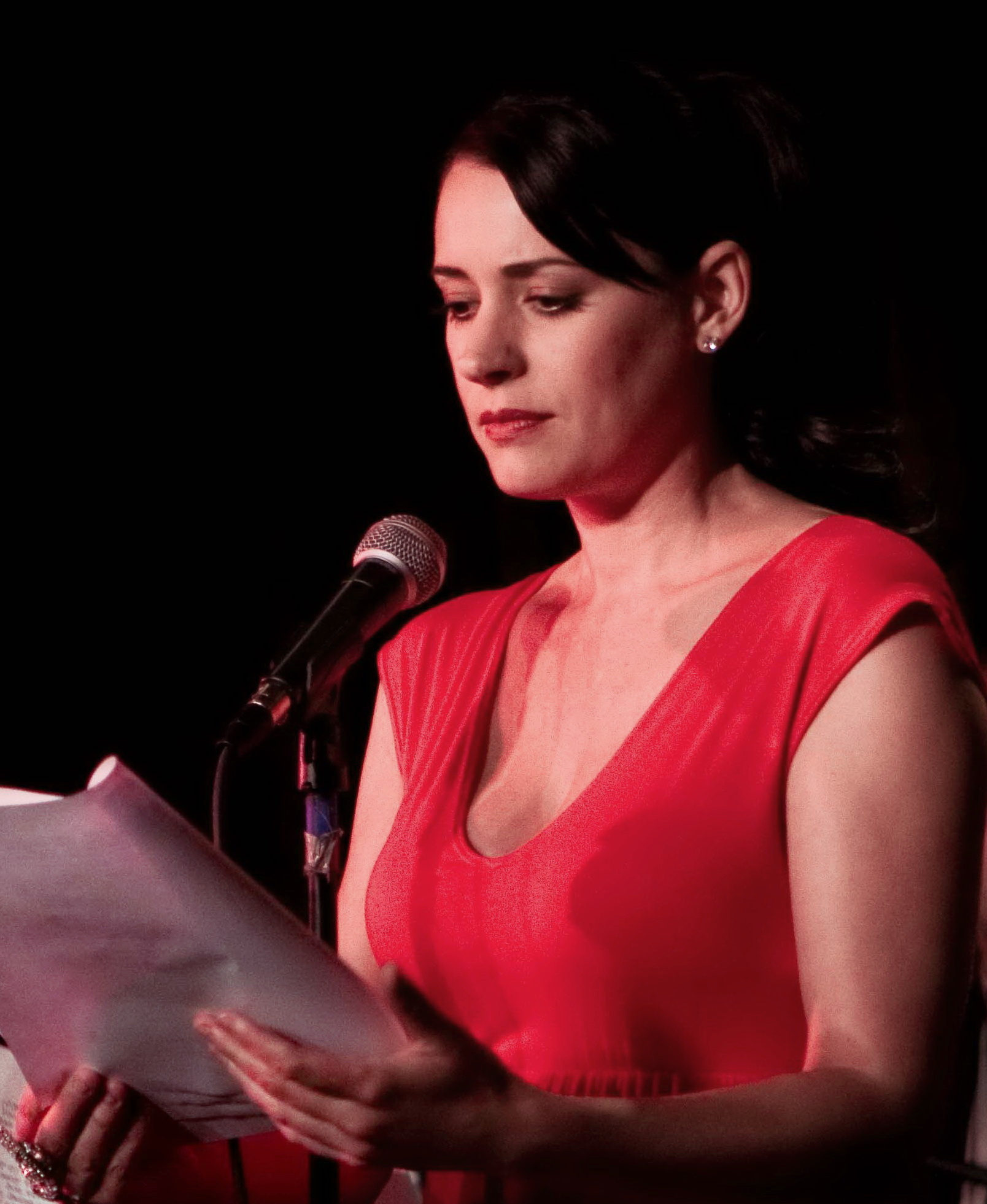
Paget Brewster interpreta Trish

Claire e Cameron hanno appena ultimato i lavori di ristrutturazione della casa comprata insieme e, quando ricevono l'interessamento del noto agente immobiliare Gil Thorpe, sono fiduciosi nel rivenderla in brevissimo tempo. Tuttavia, respingono la sua offerta perché troppo bassa e, due mesi dopo, non sono ancora riusciti a trovare altri potenziali acquirenti. Luke sembra avere una soluzione, conoscendo un ragazzo che lavora presso la sua scuola in cerca di una nuova casa. Con l'aiuto di Haley, analizzano quindi i suoi profili sui più noti social network, arredando la casa secondo i suoi gusti per impressionarlo. L'operazione non andrà però nel migliore dei modi; Gil Thorpe è però in procinto di formulare una nuova offerta.
Intanto Javier, il padre di Manny, ritorna in città con una nuova compagna, Trish. Al contrario delle aspettative di Gloria, si tratta di una donna acculturata e affermata professionalmente, verso la quale inizierà quindi a mostrare una profonda gelosia. Quando scopre tuttavia che è Trish a temere di non essere alla sua altezza, tanto da farsi venire dei dubbi nell'accettare la proposta di matrimonio del fidanzato, cambierà atteggiamento nei suoi confronti.
- Guest star: Benjamin Bratt (Javier), Paget Brewster (Trish), Rob Riggle (Gil Thorpe), Anders Holm (Zack).

## Una nuova carriera
- Titolo originale: Career Day
- Diretto da: Jim Hensz
- Scritto da: Paul Corrigan e Brad Walsh

### Trama

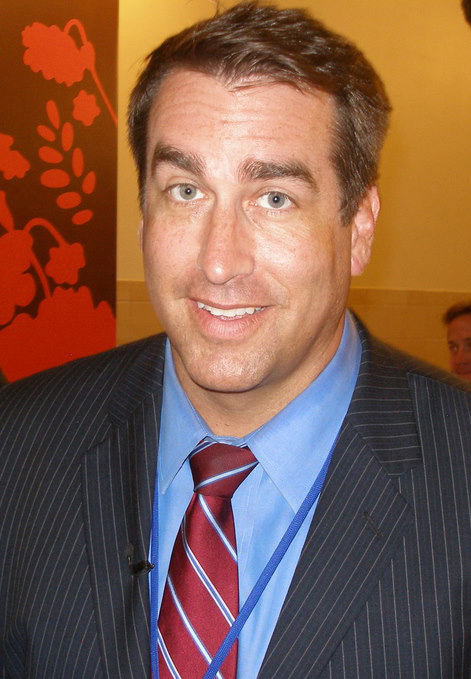
Rob Riggle interpreta Gil Thorpe

Presso la scuola di Luke è il career day, ovvero il giorno in cui i genitori sono invitati a raccontare nella classe dei propri figli che cosa fanno per lavoro. Phil, per l'occasione, prepara uno spettacolo per impressionare i bambini, ma non riuscirà a metterlo in atto poiché Gil Thorpe, che lui considera la sua nemesi, si mette in mezzo. Gil, inoltre, decide di fare un'offerta di lavoro a Claire, irritando molto suo marito. Claire alla fine accetta, avendo anche con il supporto di Phil, ma la sua nuova esperienza professionale sarà molto breve.
Intanto, Lily perde il suo primo dente e i genitori vogliono coinvolgerla nella tradizione della fatina dei denti. Tuttavia Cam, al posto di mettere solo il suo cuscino una banconota da un dollaro, ne mette una da cento. Grazie all'aiuto di Haley, lui e il compagno riescono però a convincere la figlia a restituire i soldi alla fatina e ad accontentarsi di un dollaro. Jay, provocato dalla moglie, mette alla prova le sue capacità di scrittore, con pessimi risultati.
- Guest star: Rob Riggle (Gil Thorpe).

## Serata di beneficenza
- Titolo originale: My Hero
- Diretto da: Gail Mancuso
- Scritto da: Abraham Higginbotham

### Trama
Teddy, l'ex fidanzato di Mitchell, invita quest'ultimo e la sua intera famiglia ad una raccolta fondi per beneficenza presso una pista di pattinaggio. Cameron all'inizio è entusiasta di conoscere l'ex partner del di Mitchell, ma quando scopre che intrattiene buoni rapporti con tutti i componenti della sua famiglia, inizia a mostrare forti segni di gelosia. Phil approfitta dell'occasione per provare ad insegnare a Gloria come pattinare. Nel frattempo, Claire riceve un'offerta di lavoro dal padre. Anche se all'inizio sembra decisa a rifiutarla, per paura di deluderlo nuovamente, alla fine l'accetta. Intanto, Haley dà alla sorella suggerimenti su come relazionarsi con i ragazzi, mentre Manny e Luke sono impensieriti da un compito scolastico che richiede di scegliere un "eroe" tra i componenti della propria famiglia spiegandone i motivi per i quali lo si considera un punto di riferimento. Dopo una serie di esclusioni, Manny indica l'intera famiglia, mentre Luke sceglie la madre, sviluppando timori sulla possibile reazione del padre.
- Guest star: Larry Sullivan (Teddy), Lex Medlin (Jeff).

## Spirito competitivo
- Titolo originale: Games People Play
- Diretto da: Alisa Statman
- Scritto da: Danny Zuker (soggetto) e Ben Karlin (sceneggiatura)

### Trama
Phil riceve un camper da un cliente rimasto soddisfatto dalla sua vendita e decide quindi di organizzare un breve viaggio per provarlo con la moglie e i figli. Claire è spaventata dall'idea, sapendo che i bambini possono litigare e trasformare la gita in un inferno, ma non dice niente al marito sperando che qualcosa accada durante il viaggio e serva quindi da lezione per eventuali idee su viaggi più lunghi in futuro. Alla fine qualcosa accadrà ma, oltre a urla e litigi, Claire nota che passare del tempo insieme in un ambiente ristretto può far nascere anche qualcosa di buono. Nel frattempo, Cameron e Mitchell accompagnano Lily ad una gara di ginnastica, alla quale otterrà ottimi risultati. Tuttavia, lo spirito eccessivamente competitivo del padre fa allontanare entrambi i genitori dall'impianto sportivo. Gloria e Jay, con la scusa di dover recuperare lo zaino di Manny, intanto hanno l'occasione di curiosare nelle case dei parenti.
- Guest star: Matt Malloy (Pat), Lenny Jacobson (Tony).

## Buonanotte Gracie
- Titolo originale: Goodnight Gracie
- Diretto da: Steven Levitan
- Scritto da: Steven Levitan e Jeffrey Richman

### Trama
Dopo che le condizioni di salute della madre erano peggiorate, Phil va in Florida dai genitori. Dopo il suo arrivo, la madre muore e il resto della famiglia lo raggiunge in vista dei funerali. Phil condivide con la moglie una scatola contenente le ultime volontà della defunta: a Phil la madre chiede di provare a sistemare il padre con una donna che risiede nello stesso quartiere, per evitare che finisca vittima di qualche approfittatrice. All'inizio il figlio ne è sconcertato, ma in seguito comprenderà che in realtà può essere una buona idea. La stessa scatola contiene anche doni per i nipoti: Luke riceve un orologio da tasca, Haley una collana e Alex quello che inizialmente sembra un semplice accendino senza significato, ma che poi si scoprirà essere appartenuto a Paul Newman.
Nel frattempo, Mitchell accompagna Gloria in tribunale, dove è chiamata a rispondere di una vecchia accusa per favoreggiamento alla prostituzione, risalente al periodo in cui viveva in Florida. Riesce a farla scagionare, non prima di aver aiutato molte persone impegnate nella stessa aula di tribunale in seguito ad altre accuse. Intanto Jay si imbatte nella donna con cui aveva vissuto il suo primo rapporto sessuale, mentre Cameron fa la conoscenza di anziane donne del luogo, che finirà per mettere l'una contro l'altra.
- Guest star: Fred Willard (Frank Dunphy), Millicent Martin (Charlotte), Anita Gillette (Annie), Ann Magnuson (Shelley), Caroline Aaron (giudice Bartley), Mary Jo Catlett (Edith), Peggy Miley (Hattie), Ruth Williamson (Marilyn).